# Polevansia rigida
Polevansia rigida là một loài thực vật có hoa trong họ Hòa thảo. Loài này được De Winter miêu tả khoa học đầu tiên năm 1966.